# Тотальное кино
Тота́льное кино (фр. cinéma total) — фильмы, создаваемые группами авторов, где каждый взаимозаменяем и способен совместно с другими участниками выполнять одни и те же работы, например, импровизацию в кадре или монтаж. Также тотальным кино могут считаться фильмы, созданные целиком одним автором, что встречалось часто на заре кинематографа и снова стало распространённым после появления цифровых камер и монтажных программ. Термин был предложен французским писателем Рене Баржавелем в работе «Тотальное кино: эссе о будущих формах кинематографа» 1944 года. Различные интерпретации тотального кино выделяют его авангардизм, панорамность, использование документальных кадров в художественном повествовании.

## Тотальное кино: эссе о будущих формах кинематографа
Баржавель рассуждает о будущей трансформации кинематографа. Тотальное кино является высшей формой его развития. В нём соединяются как достижения прогресса, так и вызванная этим прогрессом утрата индивидуальности, место которой занимают «коллективные тело и дух». На данном пути происходит ряд преобразований, начинающихся с шага назад. Например, современный себе кинематограф Баржавель считает менее совершенным, чем немой, поскольку создатели не научились ещё использовать звуковые ресурсы. «Из четырёх элементов: диалог, шумы, тишина, музыка, составляющих звуковую часть фильма, развился только первый, шумы исчезли, про тишину забыли, а музыка стала похожа на шипение газировки». Диалоги рассказывают зрителю сюжет, в то время как должны характеризовать персонажа. Притом, писатель выражает уверенность, что звук продолжит совершенствоваться, подобно тому, как ребёнок учится говорить. Следующий этап развития связан с появлением цвета, который должен задавать настроение фильма, но не служить только эстетике, как в старых раскрашенных фильмах. В будущем Баржавель предвидит появление голографического кино. Готовить кинематографистов он предлагает с как можно более ранних лет. Учебные группы превращаются в студии, снимая фильмы и, таким образом, окупая затраты. В кадре лучше смотрятся не профессиональные актёры, а люди с улицы.

## Истоки
По мнению философа М.Ямпольского тотальное кино вышло из театральных экспериментов конца XVIII в. Актёр Дэвид Гаррик придумал, а художник Жак де Лутербур создал в 1781 г. Эйдофузикон, который представлял собой последовательность сменяющих друг друга на сцене монументальных полотен в сопровождении звуковых эффектов. В дальнейшем художники начинают использовать круговые панорамы и диорамы.
Присущий тотальному кино принцип был сформулирован Ван Гогом, который мечтал создать художественную коммуну. В письме Э.Бернару, датированному июлем 1888 г., художник пишет: «Ах, если бы несколько художников объединились, чтобы совместно работать над большими вещами! Искусство будущего еще покажет нам такие примеры. Картины, необходимые современности, следовало бы писать нескольким художникам вместе, иначе не справиться с материальными затруднениями». Подобный коллективизм проявился в творчестве русских живописцев рубежа 19 и 20 веков.

## Эра немого кино
Многие фильмы на заре кинематографа являются тотальными. В их создании принимает участие компания единомышленников или один единственный человек. Можно выделить картины братьев Люмьер и фильм «Человек-оркестр» Ж.Мельеса, где режиссёр с помощью монтажа выступает ещё как исполнитель нескольких ролей. Популярностью пользуется аттракцион под названием синематорама, где сидящему в имитации транспортного средства зрителю демонстрируется движущееся изображение. Чуть позже тотальное кино получает развитие в авангарде. Фильм «Антракт» наглядно воплощает идею коллективизма. Соавторами картины выступают сразу несколько художников. Л.Бунюэль сотрудничает с C.Дали фильмами «Андалузский пёс» и «Золотой век». Многие авангардные фильмы объединяет размытость фабулы, что характерно для коллективного повествования, но не является правилом. Например, в советском художественном фильме «Барышня и хулиган» с участием В.Маяковского присутствует сюжет. Авангард СССР внёс огромный вклад в становление тотального кино. Дзига Вертов своими работами совершает успешную попытку избавить кинематограф от костылей литературы и театра. Сериями видеонаблюдений за различными сторонами жизни он показывает, что кинематограф всеобъемлющ.

## Эра звукового кино
Авангард продолжился, но по мере совершенствования аудиовизуальных средств перестал быть интересен как зрителям, так и режиссёрам. Тем не менее, на заре звукового кино создаётся Первая художественная мастерская, руководитель которой Сергей Юткевич вместе с единомышленниками культивировал коллективизм и авангардную подачу долгие годы. Получили развитие идеи Дзиги Вертова. Кадры пытались разбавить интересными и необычными рассуждениями. Артур Липсетт сопровождал ряд несвязанных видеонаблюдений философскими мыслями. Французский режиссёр Ги Дебор компилировал фильмы из собственных кадров и заимствованных чужих и всё это контрапунктом комментировал. В перестройку C.Добротворский вместе с группой единомышленников делает ряд картин, называя их параллельным кино. Артур Аристакисян уже в постсоветскую эпоху снимает фильмы, которые возвращаются к методу видеонаблюдений, а также стремятся стереть границу между художественным и документальным. Поэт А.Горнон сопровождает читку стихов сюрреалистическими мультипликациями, созданными вместе с единомышленниками. Фильм 1999 г. «Ведьма из Блэр: Курсовая с того света» построен полностью на импровизации актёров. В начале XXI в. зародился жанр мамблкора, который руководствуется данным принципом, превращая актёров в соавторов.

## Критика
Андре Базен в статье «Миф тотального кино» 1946 г. подвергает критике кажущуюся очевидной Баржавелю зависимость кинематографа от научных и технических достижений. Наоборот, утверждает публицист, кино возникло скорее вопреки прогрессу. Движущей силой было воображение. По мере совершенствования технических средств кинематограф оказывается всё более популярным занятием. Вместе с этим творчеству возвращается индивидуальность.
М.Ямпольский в статье 1982 г. высказывает мнение, что тотальное кино является панорамным и уже к 1910 г. с развитием технологии монтажа, который дробит фильм на множество кадров, исчезает. Тем не менее, как говорит философ, надежды тотального кино связаны с появлением внутрикадрового монтажа.